# Coatlicue
Coatlicue (koːaːˈt͡ɬiːkʷee̥ⓘ) (del náhuatl: Koatlikweh ‘la que tiene su falda de serpientes’‘koatl, serpiente; i-, su; kweitl, falda’) es una diosa de la fertilidad en la mitología mexica. Su atuendo representa la vida y la muerte. Guía del renacimiento y madre gestante de Huitzilopochtli, esta diosa también recibía los nombres de Tonantzin 'nuestra (to-) madre (nantli) venerada (-tsin)' y Teteoh Innan 'madre (nan-) de los dioses (teteoh)'. 
Era venerada como la madre de los dioses y estaba representada como una mujer que usa una falda de serpientes. Tiene los pechos caídos, que simbolizan la fertilidad, un collar de manos y corazones humanos que representan la vida. Su esposo era Mixcóatl. 
La representación más conocida de Coatlicue, que aparece en la imagen principal de este artículo, se encuentra en el Museo Nacional de Antropología de la Ciudad de México y fue encontrada el 13 de agosto de 1790 durante los trabajos de nivelación de la plaza mayor de dicha ciudad. Se muestra con la característica falda de serpientes, sin embargo, se pueden ver serpientes por todo el monumento y sustituyendo partes de la anatomía.
La cabeza es sustituida por dos serpientes que se encuentran, símbolo de la dualidad que al crearse dio inicio a todo el universo. Otra referencia serían las coyunturas enmascaradas (con rostros). En la base, fuera de la vista del visitante, está Tlaltecuhtli, sosteniendo dos cráneos en las plantas de los talones de la diosa. Su región geográfica es México-Tenochtitlan.

## Mito
Coatlicue era madre de los Centzon Huitznáhuac cuatrocientos surianos, dioses de las estrellas del sur, así como de la diosa Coyolxauhqui, que regía a sus hermanos. Estaba viviendo en el cerro de Coatepec, donde hacía penitencia; tenía a su cargo barrer. Una vez, mientras barría, cayó del cielo un hermoso plumaje, que ella recogió y colocó en su seno. Cuando terminó de barrer, buscó la pluma que había guardado, pero no la encontró. En ese momento, quedó embarazada del dios Huitzilopochtli. Ese embarazo misterioso ofendió a sus otros cuatrocientos hijos (los Centzon Huitznáhuac) que, instigados por su hermana Coyolxauhqui, decidieron matar a su deshonrada madre. 
Así lo quisieron, pero Huitzilopochtli nació armado completamente y acabó con sus hermanos y hermanas estrellas. Cortó la cabeza de su hermana Coyolxauhqui, que quedó en la cima del cerro, mientras el cuerpo desmembrado rodó hacia el pie del cerro. Ese relato quedó representado en el Templo Mayor del recinto ceremonial de Tenochtitlan. La gran pirámide coronada con el templo de Huitzilopochtli representaba el Coatepec (se hallaba constelada de cabezas de serpiente en piedra), y a su pie yacía el monolito de la Coyolxauhqui desmembrada. Los sacrificios humanos que se realizaban en la cima de la pirámide hacían referencia al antiguo mito ya que los cuerpos de las víctimas debían rodar hacia abajo igual que el cuerpo de la diosa Coyolxauhqui.

## En la cultura popular
- Investigadores de la Universidad Nacional Autónoma de México (UNAM) descubrieron en 2018 una nueva especie de pez de agua dulce originaria de los estados de Oaxaca y Veracruz, México. Fue nombrada en honor a la diosa Coatlicue: Vieja coatlicue.[3]
- La canción "Tumba-matriz" del grupo La Castañeda, aparecida en el álbum Hilo de plata es un homenaje a la diosa Coatlicue.
- Es mencionada en la canción "Tzunami" del grupo mexicano Porter, en el álbum Moctezuma.